# Негоро

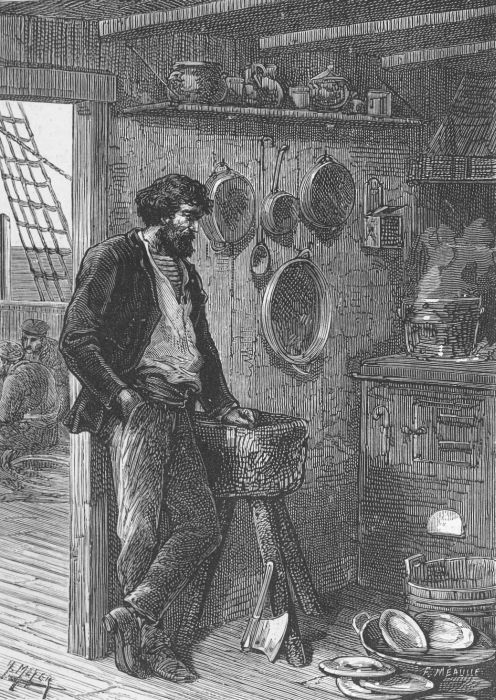
Негоро. Иллюстрация Анри Мейера

Негоро (порт. Negoro) — персонаж-антагонист романа «Пятнадцатилетний капитан» французского писателя Жюля Верна, опубликованного в 1878 году. 
Негоро является португальским работорговцем, который устроился на американскую китобойную шхуну-бриг «Пилигрим» судовым коком и скрывает своё прошлое от окружающих. До этого он был осуждён на пожизненную каторгу, но ему удалось бежать. После гибели экипажа он сумел обмануть юношу Дика Сэнда, на которого были возложены обязанности капитана, и привести судно к берегам Анголы. Там он захватывает пассажиров, часть из них продав в рабство, а за семью судовладельца хочет получить богатый выкуп. Однако эти планы потерпели крах: его пленники сумели бежать, а пёс убитого им за несколько лет до этого путешественника перегрыз ему глотку. 
Над романом писатель работал на протяжении 1877 года. В его основе отражены источники по географии и истории Африки, почерпнутые автором из отчётов путешественников, в частности, затрагивающих проблемы рабства. Наряду с Негоро в романе выведены и другие работорговцы, обличению которых писатель уделяет значительное внимание.
Благодаря советскому фильму «Пятнадцатилетний капитан» (1945) на постсоветском пространстве получила распространение реплика: «Я не Негоро! Я — капитан Себастьян Перейра, торговец чёрным деревом!» Её варианты используются в литературе, средствах массовой информации и интернете.

## Создание
Над романом «Пятнадцатилетний капитан» Жюль Верн работал в 1877 году, находясь в своём родном Нанте. В то же время он продолжал писать «Треволнения одного китайца в Китае», также входящий в цикл «Необыкновенные путешествия». В Нанте Верн в том числе находился в связи с болезнью жены, которой рекомендовали морской воздух, а также с близостью к столь любимому им морю. Работа над книгой затянулась в связи с болезнью писателя, о чём он известил своих читателей и попросил у них прощения за промедление. В этот период Верн с удовольствием выходил на своей новой яхте Сен-Мишель III в море, куда брал своего единственного сына Мишеля; именно ему в итоге новый роман будет посвящён. У юноши был сложный характер, и отец даже перед этим отправил его в исправительную колонию. Кроме темы возмужания главного героя-юноши, видимо, отражавшей пожелания романиста в отношении своего сына, значительное место также занимает работорговля, убеждённым противником которой был писатель и его постоянный издатель Пьер-Жюль Этцель. Последний настаивал на ещё большем изобличении рабства, чем это было отражено в окончательном варианте романа. В частности, он хотел, чтобы спасённые экипажем «Пилигрима» негры были рабами, но Верн настоял на том, чтобы они остались свободными американцами. И вообще он полагал, что с рабовладением в целом было покончено. Этцель возражал, что рабство не искоренено и существует, в частности, в португальских колониях в Африке (Анголе и Мозамбике).

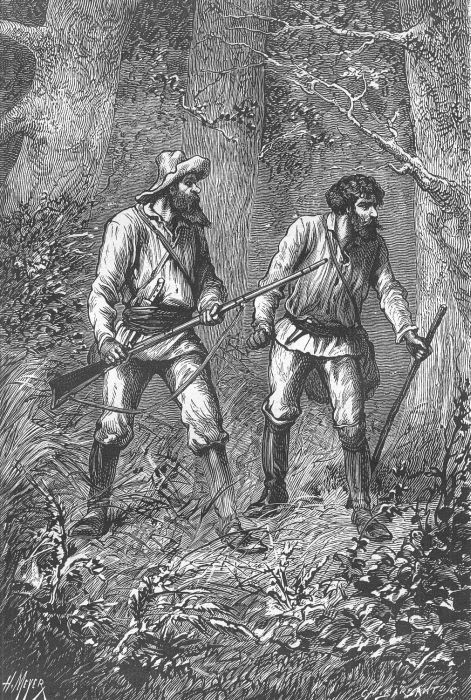
Работорговцы Негоро и Гэррис

По оценке внука писателя Жана-Жюля Верна, противостояние закоренелого преступника и работорговца с другими персонажами играет очень значительную роль в книге: «Этот самый Негоро станет врагом, которого юному капитану придётся подчинить своей власти. Зато он сможет рассчитывать на преданность пятерых негров и Динго, который терпеть не может Негоро. <…> После множества приключений и побега, явившегося следствием энтомологической страсти кузена Бенедикта, друзья будут спасены, Гэррис падёт от руки Дика, и тревогам нашим придёт конец после того, как пёс Динго загрызёт Негоро, отомстив тем самым за своего хозяина, исследователя, которого тот убил». Этот приключенческий роман, как и все романы Верна, предоставляет богатую информацию по географии, ботанике и морскому делу, которые он почерпнул из различных источников, в частности, по истории и положению Африки. Кроме этого романа, географические путешествия по Африке и проблемы колонизации «чёрного континента» отражены в целом ряде его произведений («Пять недель на воздушном шаре», «Приключения трёх русских и трёх англичан в Южной Африке», «Южная звезда», «Кловис Дардантор», «Деревня в воздухе», «Вторжение моря», «Необыкновенные приключения экспедиции Барсака»). По словам исследователя творчества французского романиста Евгения Брандиса, «самые яркие страницы» книги представляют собой обличение ужасов работорговли и охоты на людей, написанных с публицистическим пафосом. Они основаны на изученных автором источниках: «Зловещие фигуры работорговцев — португальцев Негоро и Коимбра, американца Гэрриса, араба Ибн-Хамиса, вероломного негра Альвеца — отнюдь не являются плодом авторской фантазии. Известно, например, что работорговец Альвец существовал в действительности. Сведения об этом изверге, который продал в рабство десятки тысяч своих соплеменников, Жюль Верн почерпнул, как он сам указывает, из записок английского путешественника Камерона». Также у английского первооткрывателя писатель почерпнул сведения о другом реально существовавшем работорговце — Лоренсо да Соза Коимбре (Lourenço da Souza Coïmbra), известном у местных народов как Кварумба. Романист также неоднократно ссылается на свидетельства о работорговле, которые были приведены в трудах Давида Ливингстона и Генри Стэнли. 
Роман публиковался с 1 января по 15 декабря 1878 года в «Журнале воспитания и развлечения» Этцеля и в том же году появился отдельным изданием в виде двух томов. Он имел успех у публики и у критики, став одним из самых известных в творчестве Верна. На русском языке впервые опубликован в 1879 году (по другой информации годом ранее), причём положительные рецензии появились ещё ранее.

## В романе
Негоро — португальский работорговец (подручный Жозе Антониу Алвиша), который за свои преступления был сослан на пожизненную каторгу в Сан-Паоло-де-Луанда (ныне — Луанда) в Анголе, но сумел оттуда бежать через две недели. Ему удалось незаметно пробраться в трюм английского судна, следующего в новозеландский Окленд. Питаясь только консервами, через месяц сошёл на берег в Новой Зеландии. О своих ощущениях он позже рассказывал следующее: «Я  ужасно  страдал в тёмном, душном трюме. Но нечего было и думать выйти на палубу, пока судно находилось в открытом море: я знал, что стоило мне высунуть нос из  трюма, как меня тотчас же водворят обратно и пытка будет продолжаться, с той лишь разницей, что она перестанет быть добровольной. Кроме  того, по прибытии в Окленд меня сдадут английским властям, а те закуют меня в кандалы, отправят обратно в Сан-Паоло-де-Луанда или, чего доброго, вздёрнут…»
Перебиваясь «честной работой» полтора года, в начале января 1873 года он сумел устроиться на американскую китобойную шхуну-бриг «Пилигрим» судовым коком. Там он заявил, что намеревается покинуть судно в чилийском Вальпараисо. Корабль принадлежит богатому промышленнику Джеймсу Уэлдону и следует из Новой Зеландии в Северную Америку — в Сан-Франциско, Калифорния. Капитан Гуль вынужден был срочно принять Негоро на службу, так как прежний кок сбежал в Окленде. В связи с такой поспешностью не удалось навести о португальце справки, хотя его поведение и внешний вид — прежде всего «бегающие глаза» — вызывали подозрение. Был немногословен, но, несмотря на происхождение, отлично владел английским языком. О себе ничего не рассказывал, старался держаться особняком, среди экипажа слыл «странным» человеком. Нареканий к нему по работе не было, после выполнения обязанностей шёл к себе в каюту и сразу засыпал. Ему было около сорока  лет: «Худощавый, жилистый, черноволосый и смуглый, он, несмотря на небольшой рост, производил впечатление сильного человека». Судя по редким репликам был достаточно образован, но в морском деле видимо смыслил мало: меньше, чем обычный кок. Кроме экипажа, на борту находились миссис Уэлдон (жена владельца шхуны), их пятилетний сын Джек, нянька Нэн, а также двоюродный брат хозяйки Бенедикт. Кроме того, с тонущего в океане корабля были подобраны собака Динго и пятеро свободных негров-американцев, работавших по контракту. Пёс сразу же (по неизвестной причине) начинает проявлять агрессию по отношению к Негоро, а тот всячески старается его избегать. Весь экипаж, кроме пассажиров, а также пятнадцатилетнего юнги Дика Сэнда и Негоро, отправляется на шлюпке преследовать кита, но гибнет в результате атаки раненого животного. К неудовольствию португальца, командование парусником принимает Дик, которому помогают спасённые негры. Новый капитан решает идти по прямой к ближайшей земле (к Южной Америке), чтобы спасти пассажиров. Однако это не входит в планы Негоро, который подкладывает под судовой компас железный брусок, и, повлияв таким образом на его показания, добивается изменения курса корабля: вместо Америки «Пилигрим» прибывает в Африку — в Анголу. 

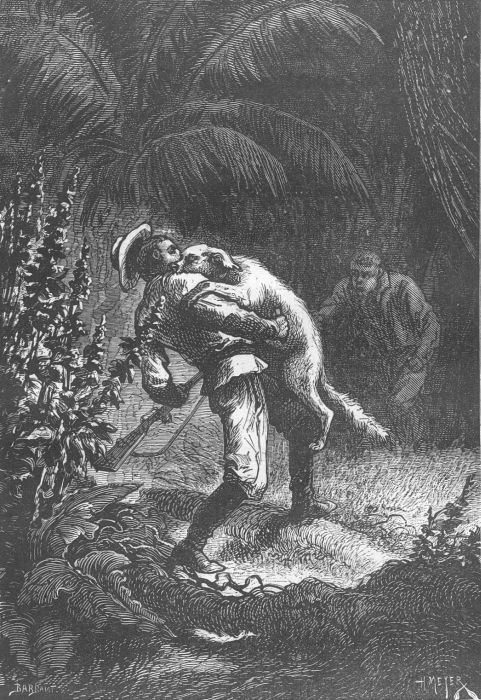
Схватка Негоро и Динго закончилась гибелью их обоих. Иллюстрация Анри Мейера

Пассажиры вынуждены сойти на берег, где Негоро исчезает, а им встречается американец Гэррис, который подтверждает, что они в Боливии, и убеждает их дойти до поместья, где им окажут помощь. Однако выясняется, что это обман: путешественники оказались в Анголе, а их проводник Гэррис — сообщник Негоро, как и он агент крупного работорговца Антонио Альвеца. Захватив и продав негров с «Пилигрима», Негоро стал удерживать в поместье Альвеца американцев, намереваясь получить за них выкуп в размере 100 000 долларов от Уэлдона, находившегося в то время в США. Однако этим планам не суждено было сбыться, так как пленники сумели сбежать. Негоро и беглецы встречаются возле хижины, где лежит человеческий скелет. Выясняется, что труп принадлежит французскому путешественнику Самуэлю Вернону, который был убит португальцем в 1871 году. Динго удаётся настигнуть Негоро, который убил когда-то в этой хижине хозяина собаки. Негоро сумел вонзить нож в грудь Динго, но пёс последним усилием сумел убить португальца, вонзив ему клыки в горло. Путешественники находят письмо Вернона, в котором тот изобличил вора и убийцу: «Здесь на берегу Заира (Конго), в 120 милях от берега океана, меня тяжело ранил и ограбил мой проводник — Негоро». Оказывается, что негодяй вернулся на место преступления, чтобы забрать отобранные у француза деньги, которые он закопал. Избежав многих опасностей, американцам счастливо удаётся достигнуть побережья, где их спасают и помогают им добраться до США.

## В кинематографе
В 1945 году вышел на экран советский фильм «Пятнадцатилетний капитан» (1945) режиссёра Василия Журавлёва. В исполнении актёра Михаила Астангова особую известность получила реплика его персонажа, который на обвинения в том, какой он негодяй, восклицает: «Негоро?! О нет, я не Негоро! Я капитан Себастьян Перейра! Слыхали? Или нет? Торговец чёрным деревом! Негоциант! Компаньон великого Альвеса!» («О нет, я не Негоро, я капитан Себастьян Перейра, может, слыхали? Торговец чёрным деревом, негоциант, компаньон великого Альвеца!») Она отсутствует в романе, но обрела популярность и стала часто произноситься (прежде всего детьми), в том числе в сокращённых вариантах. Кроме этой цитаты пользуются известностью и некоторые другие фразы из этой экранизации романа.  
Фильм пользовался успехом у зрителей и был положительно встречен критикой. По оценке Бориса Кокоревича, отмечавшего достоинства работы Журавлёва и удачно подобранный им коллектив, большой удачей стала роль Астангова: «Его Негоро, пират и негодяй, сыгран очень тонко. Актёр играет не плакатного злодея, а вполне реального человека. Вкрадчивый голос, округлые жесты и как контраст — злой и колючий взгляд, жестокая усмешка, холодная рассудочность». В снятом по мотивам романа франко-испанском фильме «Пятнадцатилетний капитан» (1973) режиссёра Франко Хесуса в роли Негоро появился Альдо Самбрель. Он же сыграл эту роль в испанской картине «Морские дьяволы» (Los diablos del mar) режиссёра Хуана Пикера Симона, вышедшей в 1982 году. В советском приключенческом фильме «Капитан „Пилигрима“» (1986), снятом режиссёром Андреем Праченко, роль Негоро сыграл Нодар Мгалоблишвили. 
Отсылка к знаменитой реплике из фильма Журавлёва 1945 года содержится в российском фильме «ДМБ» (2000), снятого режиссёром Романом Качановым. Перед призывниками военком в исполнении Олега Пащенко произносит фразу: «Меня зовут Себастьян Перейра, торговец чёрным деревом. Шутка». Фраза с упоминанием персонажа и её производные получили распространение в русскоязычной культуре, используется в литературе, средствах массовой информации и интернете. 31 августа 2010 года во время проведения митинга в Москве, организованного Федерацией автомобилистов России, на просьбу протестующих представиться заместитель начальник УВД по Центральному округу Москвы подполковник милиции Юрий Здоренко сказал, что его зовут Себастьян Перейра.